# PWS-103
PWS-103 – polski szybowiec wyczynowo-akrobacyjny skonstruowany w dwudziestoleciu międzywojennym.

## Historia
Inżynierowie Wacław Czerwiński i Józef Niespał przystąpili we wrześniu 1938 roku do projektowania szybowca wyczynowego spełniającego warunki stawiane przez ISTUS szybowcom olimpijskim. Miał być dopuszczony do wykonywania pełnej akrobacji oraz do lotów chmurowych. Przygotowywany szybowiec miał wziąć udział w Letnich Igrzyskach Olimpijskich w Helsinkach w 1940 roku. Przy konstruowaniu nowego szybowca oparto się na konstrukcji PWS-102 Rekin, od pierwowzoru odróżniało go zastosowanie hamulców aerodynamicznych IAW opracowanych w Instytucie Aerodynamicznym Politechniki Warszawskiej oraz nowe sposoby mocowania płata do kadłuba oraz statecznika poziomego.
Dokumentacja projektowa została zakończona w marcu 1938 roku i budową dwóch prototypów zajęły się Lwowskie Warsztaty Lotnicze, jednakże nie została ona zakończona przed wybuchem II wojny światowej. Budowa została ukończona przez Rosjan i szybowce wywieziono do testów w Moskwie. W tym samym roku wzięły udział w XV Wszechzwiązkowych Zawodach Szybowcowych.

## Konstrukcja
Jednomiejscowy szybowiec wyczynowo-akrobacyjny w układzie wolnonośnego górnopłatu.
Kadłub o konstrukcji półskorupowej, przekroju owalnym, kryty sklejką. Z przodu umieszczony hak do startu z lin gumowych oraz zaczep do lotów na holu. Kabina zamknięta ze stałym wiatrochronem i zdejmowaną osłoną, fotel pilota i pedały regulowane. Kadłub stanowił całość ze statecznikiem pionowym.
Płat dwudzielny, o obrysie trapezowo-eliptycznym, dwudźwigarowe. Do dźwigara pomocniczego kryte sklejką, dalej płótnem. Wyposażone w hamulce aerodynamiczne IAW, dwudzielne lotki szczelinowe o napędzie linkowym. Płat był mocowany do kadłuba za pomocą trzech pionowych śrub.
Usterzenie krzyżowe, statecznik poziomy niedzielony, statecznik pionowy stanowił integralną część kadłuba. Konstrukcja i pokrycie stateczników drewniane, powierzchnie sterowe kryte płótnem.
Podwozie jednotorowe złożone z amortyzowanej płozy podkadłubowej i płozy ogonowej.